# رون ماير (سياسي)
رون ماير (بالهولندية: Ron Meyer)‏ هو سياسي هولندي، ولد في 21 أكتوبر 1981 في هولندا. حزبياً، نشط في الحزب الاشتراكي (2002 – ). وقد انتخب رئيس مجلس الإدارة الحزب الاشتراكي (2015 – ) وانتخب municipal councillor of Heerlen ‏ (2006 – ).